# Nitrierstahl
Ein Nitrierstahl (ISO 683-5, früher EN 10085 bzw. davor DIN 17 211) ist ein Vergütungsstahl, der mit Elementen wie Chrom (Cr), Molybdän (Mo), Vanadium, Titan oder Aluminium (Al) legiert ist und durch Nitrieren eine mehr oder weniger tief reichende harte Eisennitridschicht erhält.
Durch diese Elemente, die sehr gute Nitridbildner sind, erhält er nach dem Nitrieren eine sehr hohe Oberflächenhärte mit guter Verschleißfestigkeit. Nach chemischem Verständnis ist die Bezeichnung Nitrierstahl nicht korrekt, da dieser Terminus auf ein sehr ähnlich klingendes, aber chemisch andersartiges Verfahren, die Nitrierung, hinweist.
Durch die thermische Stabilität der Nitride ist er bis zu 500 °C anlassbeständig. Da die Tiefe der Nitrierung typischerweise auf einige Zehntel von Millimetern begrenzt ist, ist Nitrierstahl nicht für Anwendungen geeignet, bei denen eine tiefere Härte erforderlich ist. Darüber hinaus kann die Nitrierung die Korrosionsbeständigkeit des Stahls beeinträchtigen.

## Normung

### Weltweite Normung (aktuell)
Diese Stähle sind genormt in ISO 683-5 Für eine Wärmebehandlung bestimmte Stähle, legierte Stähle und Automatenstähle - Teil 5: Nitrierstähle.
| Kurzname     |
| ------------ |
| 20CrMoV5-7   |
| 34CrAlMo5-10 |
| 32CrAlMo7-10 |
| 41CrAlMo7-10 |
| 34CrAlNi7-10 |
| 31CrMoV9     |
| 31CrMo12     |
| 33CrMoV12-9  |
| 24CrMo13-6   |
| 40CrMoV13-9  |
| 8CrMo16-5    |

- Wärmebehandlung nach Tabelle 1: unbehandelt "+U", weichgeglüht "+A", vergütet "+QT"
- Oberflächenausführung nach Tabelle 2: wie geschmiedet oder gewalzt "+HW", gebeizt "+PI", gestrahlt "+BC", vorbearbeitet "+RM"

### Europäische Normung (zurückgezogen)
EN 10085 Nitrierstähle - Technische Lieferbedingungen
| Stahlbezeichnung | Stahlbezeichnung |
| Kurzname         | Werkstoffnummer  |
| ---------------- | ---------------- |
| 24CrMo13-6       | 1.8516           |
| 31CrMo12         | 1.8515           |
| 32CrAlMo7-10     | 1.8505           |
| 31CrMoV9         | 1.8519           |
| 33CrMoV12-9      | 1.8522           |
| 34CrAlNi7-10     | 1.8550           |
| 41CrAlMo7-10     | 1.8509           |
| 40CrMoV13-9      | 1.8523           |
| 34CrAlMo5-10     | 1.8507           |

- Wärmebehandlung nach Tabelle 1: weichgeglüht "+A", vergütet "+QT"
- Oberflächenausführung nach Tabelle 2: wie geschmiedet oder gewalzt "ohne", gebeizt "+PI", gestrahlt "+BC"

### Nationale Normung (zurückgezogen)
DIN 17211 Nitrierstähle - Technische Lieferbedingungen
| Stahlsorte   | Stahlsorte      |
| Kurzname     | Werkstoffnummer |
| ------------ | --------------- |
| 31 CrMo 12   | 1.8515          |
| 31 CrMoV 9   | 1.8519          |
| 15 CrMoV 5 9 | 1.8521          |
| 34 CrAlMo 5  | 1.8507          |
| 34 CrAlNi 7  | 1.8550          |

- Wärmebehandlung nach Tabelle 1: unbehandelt "U", weichgeglüht "G", vergütet "V"

#### Frühere Ausgaben
- 1970-08[11]: gestrichen 39 CrMoV 13 9 (1.8523), 41 CrAlMo7 (1.8509) und 34 CrAlS 5 (1.8506); neu aufgenommen 31 CrMoV 9 (1.8519) und 15 CrMoV 5 9 (1.8521)

## Einsatz der Nitrierstähle
Nitrierstähle werden überall da eingesetzt, wo auf Grund von extremer Belastung sehr harte und verschleißfeste Stähle benötigt werden. Der Kern weist gleichzeitig eine hohe Zähigkeit auf. Außerdem haben die Nitrierschichten geringe Reibungskoeffizienten und erhöhten Korrosionswiderstand.
Der Anwendungsumfang wird in der Praxis genauestens geprüft, da die Herstellung der Nitrierstähle wegen der vielen Bearbeitungsstufen sehr teuer ist.

## Typische Nitrierstähle
| Nr. (DIN EN 10027-2 - Ersatz für DIN 17007) | Benennung | Kohlenstoffgehalt | Legierungsbestandteile                                                    |
| ------------------------------------------- | --------- | ----------------- | ------------------------------------------------------------------------- |
| 1.8515                                      | 31CrMo12  | 0,28–0,35 %       | 2,8–3,3 % Chrom (Cr), 0,3–0,5 % Molybdän (Mo)                             |
| 1.8519                                      | 31CrMoV9  | 0,26–0,34 %       | 2,3–2,7 % Chrom (Cr), 0,15–0,25 % Molybdän (Mo), 0,1–0,2 % Vanadium (V)   |
| 1.8507                                      | 34CrAlMo5 | 0,30–0,37 %       | 1,0–1,3 % Chrom (Cr), 0,8–1,2 % Aluminium (Al), 0,15–0,25 % Molybdän (Mo) |